# Mars: War Logs
Mars: War Logs ist ein Action-Rollenspiel des französischen Entwicklerstudios Spiders, das am 26. April 2013 für Windows und später auch für PlayStation 3 und Xbox 360 erschienen ist. Es spielt auf dem von Menschen in der Zukunft besiedelten Mars. 2016 erschien mit The Technomancer eine Fortsetzung.

## Handlung
Das Spiel beginnt mit der Ankunft des jungen Gefangenen Innocence Smith im Arbeitslager 19 auf dem Mars. Als neuer Insasse wird er gleich nach Einlieferung von den Mitgefangenen in die herrschenden Verhältnisse eingeführt. Bevor es jedoch zu einer Vergewaltigung kommen kann, mischt sich der Gefangene Roy Temperance ein und bewahrt Innocence vor einem Missbrauch. Gemeinsam schmieden die beiden Fluchtpläne, um dem Lager zu entkommen. Doch der Mars ist zerrissen zwischen den Auseinandersetzungen großer Konzerne um die wenigen Wasservorräte, allen voran die Konzerne Abundance und Aurora. Die ionisierende Strahlung sorgt außerdem für grässliche Mutationen und eine feindliche Umwelt.

## Spielprinzip
Der Spieler steuert Roy direkt aus einer Third-Person-Perspektive. Seine Begleiter unterstützen den Spieler in den Echtzeit-Gefechten. Per Tastendruck kann die Zeit angehalten werden, um ihnen einfache Anweisungen zu geben. Das Spiel besteht überwiegend aus Nahkämpfen mit selbst erstellten Waffen, ergänzt um diverse Fernkampftechniken und Magievarianten (Technomantie). Nicht alle Aufgaben müssen kämpferisch gelöst werden, mehrfach stehen auch Gesprächslösungen zur Verfügung. Ein rudimentäres Ruf-System bewertet die Handlungen des Spielers und die Auswirkungen auf sein Ansehen bei den anderen Bewohnern.

## Rezeption
Mars: War Logs erhielt gemischte Kritiken. Vielfach beklagt wurde ein Qualitätsabfall der Handlung und des Game-Designs nach dem ersten Kapitel, durch den das geringe Budget deutlich spürbar werde. So würden die verschiedenen Beziehungen der Spielfiguren untereinander viel zu oberflächlich weitergeführt und das Kampfsystem erschöpfe sich in ständigen Wiederholungen. Dadurch könne das Spiel seine vielversprechenden Ansätze nicht konsequent zu Ende führen, weshalb der Titel nur für leidensfähige Genre-Liebhaber auf der Suche nach Abwechslung zu empfehlen sei.

„Das knackige Action-RPG Mars: War Logs ist für uns im Test Liebe auf den ersten, und herbe Enttäuschung auf den zweiten Blick.“

“Silly Technomancers aside, it has all the pieces and ideas it needs to be something special – just not the writing chops or the raw resources needed to flesh them out to the level of the games it draws obvious inspiration from. The result is hard to recommend, with few diamonds to be found in the Martian rough.”

„Die dämlichen Technomanten mal außen vor gelassen, hat das Spiel alle Bestandteile und Ideen, die man für etwas ganz besonderes benötigt – nur nicht die schreiberische Substanz oder grundlegenden Ressourcen, die es bräuchte, um es bis zu dem Detailgrad auszubauen, wie es die offensichtlichen Vorbilder tun. Das Ergebnis ist nur schwer zu empfehlen, mit einigen wenigen Diamanten, die man in der rauen marsianischen Landschaft entdecken kann.“

Im Juni 2016 veröffentlichte Spiders mit The Technomancer einen Nachfolger.